# Anita Rée

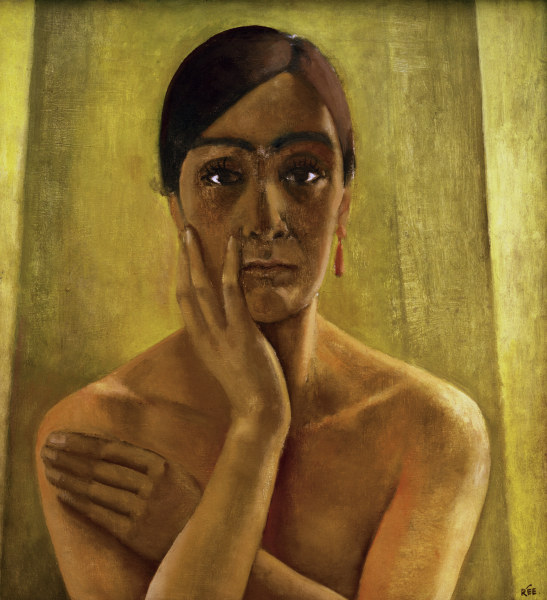
Autorretrato (c.1929), Hamburger Kunsthalle

Anita Clara Rée (Hamburgo, 9 de febrero de 1885 – Kampen, 12 de diciembre de 1933) fue una pintora de la vanguardia alemana durante la República de Weimar. 

## Trayectoria
Nació en el seno de una antigua familia judía de comerciantes de Hamburgo que comerciaban con mercancías de la India, era hija de Israel Rée y Clara, de soltera Hahn. Sin embargo, Anita y su hermana Emilie fueron bautizadas y criadas como luteranas, de acuerdo con las normas sociales de las familias judías asimiladas de la clase media alta y de la clase alta en Alemania en ese momento. Desde 1905, Rée estudió con el pintor de Hamburgo Arthur Siebelist. En 1906, conoció a Max Liebermann, quien reconoció su talento y la animó a continuar su carrera artística. Alrededor de 1910, Rée junto a Franz Nölken y otros artistas formaron una comunidad de estudio, pero se rompió debido a su amor no correspondido por Nölken. Durante el invierno de 1912–1913, estudió con el pintor Fernand Léger en París.
En 1913, participó en una gran exposición en la Galerie Commeter de Hamburgo. Hacia 1914, Rée fue reconocida como pintora de retratos. En 1919, se unió a la "Secesión de Hamburgo", siguiendo el modelo de grupos similares en Berlín y Munich. En 1921, recorrió el Tirol. De 1922 a 1925, su residencia principal fue en Positano. Regresó a Hamburgo en 1926 y ayudó a fundar GEDOK, una asociación de mujeres artistas. También creó varios murales en edificios públicos, pero la mayoría fueron destruidos por el gobierno nazi. 
En 1930, Rée recibió un encargo para crear un tríptico para el altar en la nueva Ansgarkirche en Langenhorn. Sin embargo, los eclesiásticos no estaban contentos con sus diseños, y el encargo fue retirado en 1932 por "preocupaciones religiosas". Mientras tanto, los nazis la habían denunciado como judía y la Asociación de Arte de Hamburgo la calificó de "extranjera". Poco después, se mudó a la isla de Sylt.
Se suicidó en 1933, en parte como resultado de haber sido sometida a tal hostilidad y acoso continuo a manos de fuerzas antisemitas, y también debido a decepciones a nivel personal. En una nota a su hermana, condenó la locura del mundo. En 1937, los nazis designaron el trabajo de Rée como arte degenerado y comenzaron a purgarlo de las colecciones de los museos. Wilhelm Werner, un jardinero en el Kunsthalle Hamburg, conservó muchas de las pinturas de Rée al esconderlas en su apartamento.

## Pinturas seleccionadas

Teresina, 1925,  Hamburguesa Kunsthalle
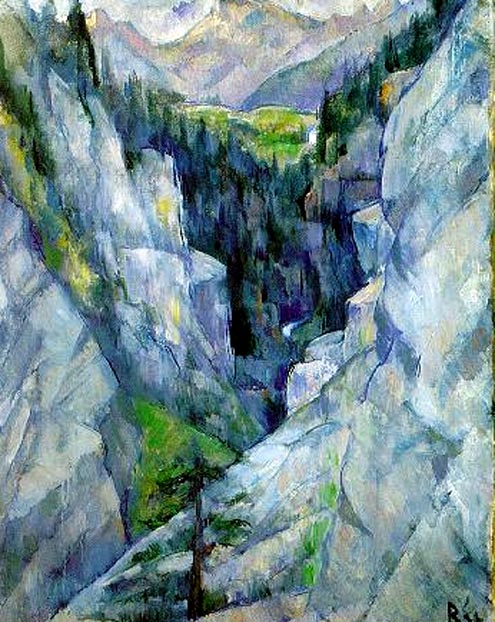
Cañón en Pians, 1921, Hamburger Kunsthalle
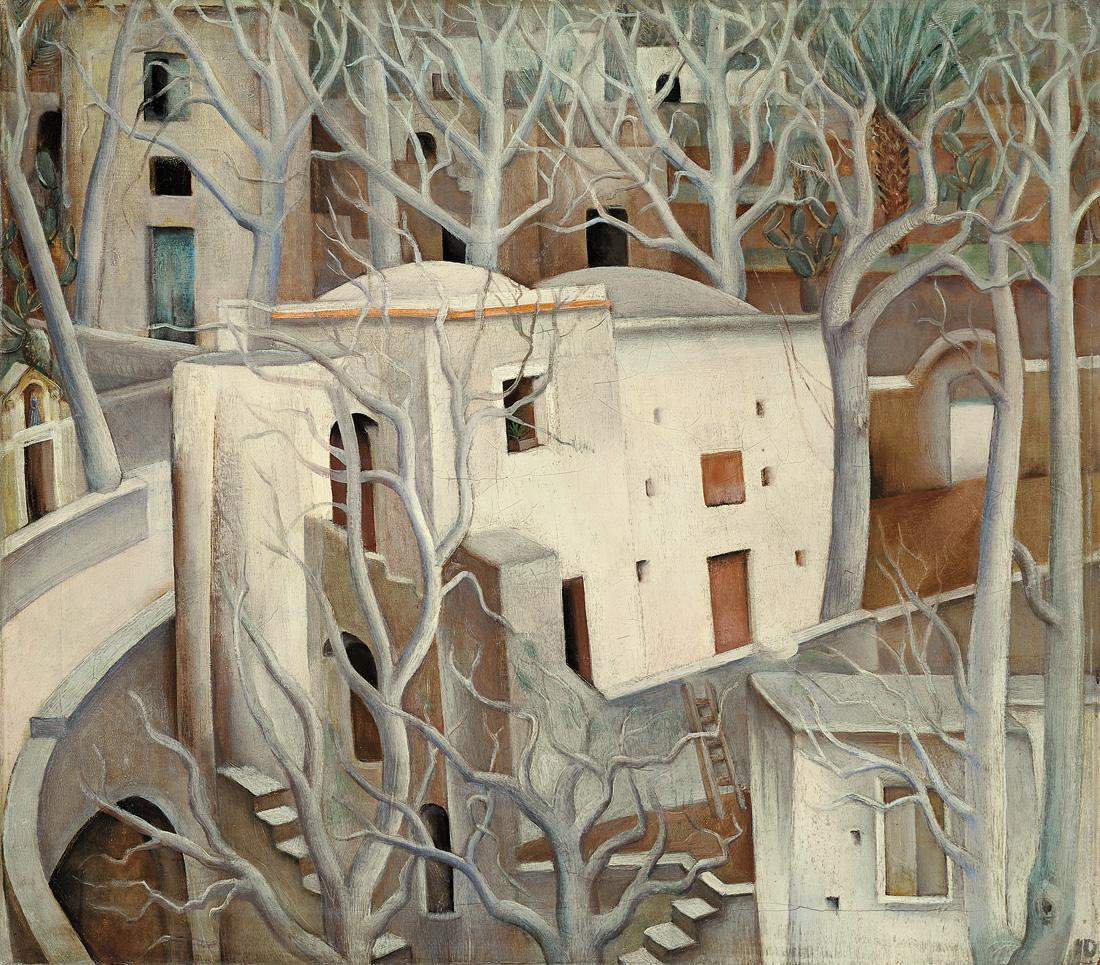
Árboles blancos, 1925,  Hamburguesa Kunsthalle
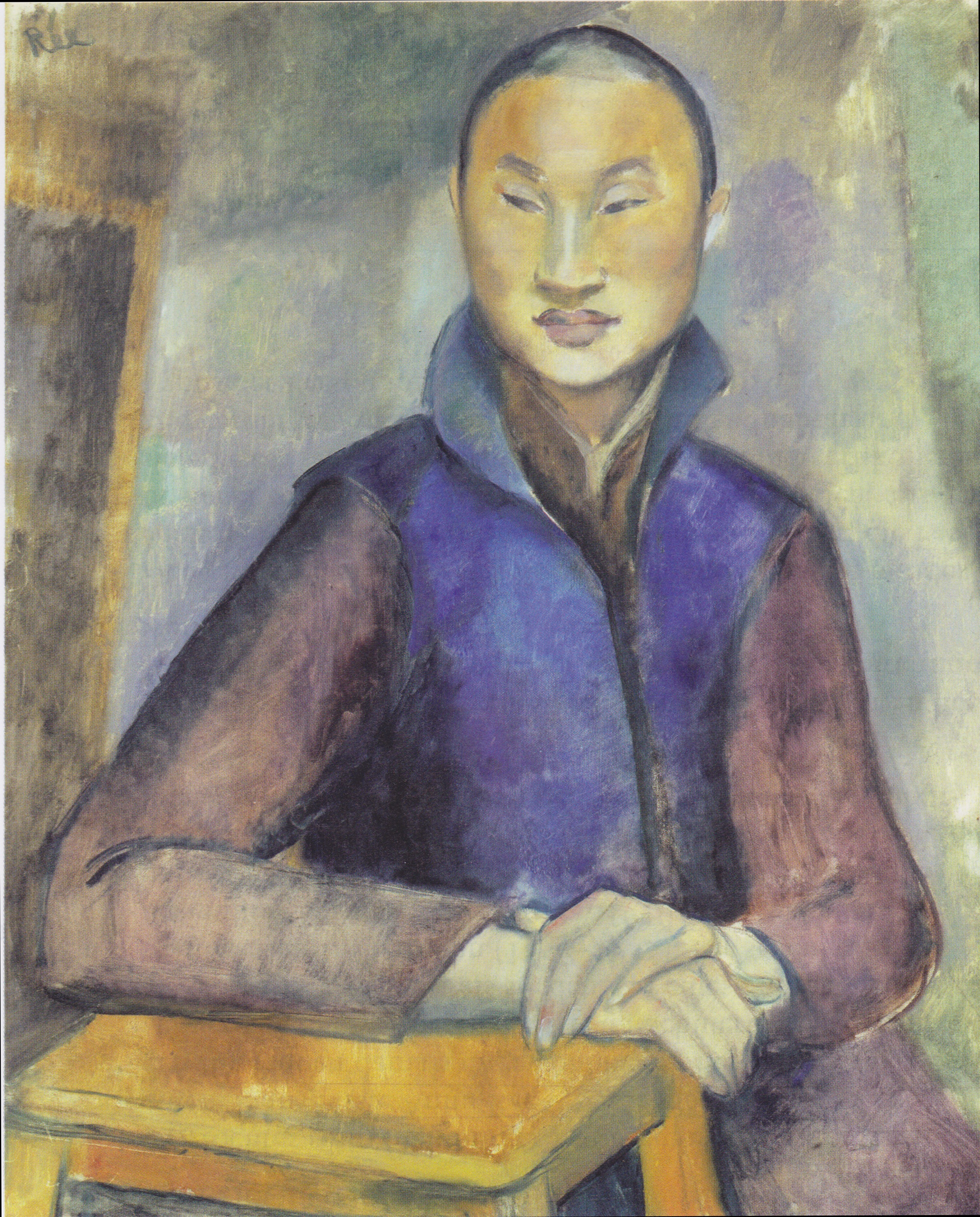
Hombre joven chino, 1919, Hamburger Kunsthalle

## Exposiciones
- 1986 - Eva und die Zukunft. Das Bild der Frau seit der Französischen Revolution, Hamburger Kunsthalle.
- 2004 - Kunst der 20er Jahre en Hamburgo, Hamburger Kunsthalle.
- 2005 - Ausgegrenzt, Hamburger Kunsthalle.
- 2006 - Künstlerinnen der Avantgarde, Hamburger Kunsthalle.
- 2010 - Himmel auf Zeit. Kunst der 20er Jahre en Hamburgo, Hamburger Kunsthalle.
- 2011/12: - Die Sammlung des Hausmeisters Wilhelm Werner, Hamburger Kunsthalle, 28. Septiembre 2011 bis 15. Enero 2012.

## Literatura
- Carl Georg Heise : Anita Rée. Cristianos Verlag, Hamburgo 1968
- Bettina Roggmann: Anita Rée. En: Eva und die Zukunft. Prestel Verlag, München 1986 (Ausstellungskatalog Hamburger Kunsthalle)
- Jutta Dick, Marina Sassenberg (Hrsg. ): Jüdische Frauen im 19. und 20. Jahrhundert. Rowohlt Verlag, Reinbek 1993, ISBN 3-499-16344-6
- Maike Bruhns: Anita Rée. Leben und Werk einer Hamburger Malerin 1885–1933. Verein für Hamburgische Geschichte, Hamburg 2001, ISBN 3-923356-15-3
- Maike Bruhns, ¿Arte judío? Anita Rée y “New Objectivity” en: Documentos clave de la historia germano-judía, 6 de diciembre de 2016. doi 10.23691/jgo:article-106.en.v1